# Josué Smith Solar
Josué Smith Solar (San Nicolás, 8 de diciembre de 1867-Santiago, 1938) fue un arquitecto chileno.

## Biografía
Fue hijo del ingeniero estadounidense Silas Baldwin Smith y de la chilena Leonor Solar Ojeda. A los seis años fallece su padre, quien se desempeñaba en la industria molinera en Chillán, Talca y Concepción. Smith Solar estudió en Chillán y en los padres franceses de Santiago. En 1885 empezó sus estudios de arquitectura en el Polytechnic College de Filadelfia en Estados Unidos.
En 1889 viajó a Europa y en 1891 volvió a Estados Unidos y abrió una oficina de arquitectura en Wilmington, Delaware. En 1894 viaja con su esposa Cecilia Celestine Miller a Chile para estar algunos años, y finalmente fijan residencia en ese país.Tuvieron por hijoa a: Thomas Smith y el también arquitecto José Smith Miller. 
En Chillán, ganó un concurso para la diseñar el Teatro Municipal de Chillán, sin embargo, la Sociedad de Amigos del Teatro, encargó la obra a otro arquitecto. A pesar de ese infortunio, realizó el diseño de otras obras en la ciudad de Chillán, pero por desgracia, ni las nuevas obras, ni el mismo teatro, sobrevivieron al Terremoto de Chillán de 1939.
Después de su fallecimiento, los planos y obras de este arquitecto fueron entregados a recolectores de papeles.

## Principales obras
Las principales obras de Smith fueron las siguientes:
- Gran Hotel de Papudo, 1911.
- Casa Eastman Limache
- Club Hípico de Santiago, 1921-1923, Santiago, Chile[1][4]
- Universidad Técnica Federico Santa María, 1931, Valparaíso, Chile[1][4]
- Hotel Carrera, Santiago de Chile[1][4]
- Remodelación del frontis sur del Palacio de La Moneda, Santiago de Chile[1][4]
- Remodelación del Museo Nacional de Historia Natural, Santiago de Chile.
- Ministerio de Hacienda, Santiago de Chile[1][4]
- Colegio Santiago College Sede Los Leones, 1929-1932, Chile
- Colegio Inglés para Señoritas (hoy Universidad Metropolitana de Ciencias para la Educación), 1925, Santiago de Chile.
- Portal Fernández Concha, 1927-1933, Santiago de Chile.
- Puente del Arzobispo, 1929, Santiago de Chile.
- Club de la Unión, Santiago de Chile.

### Galería

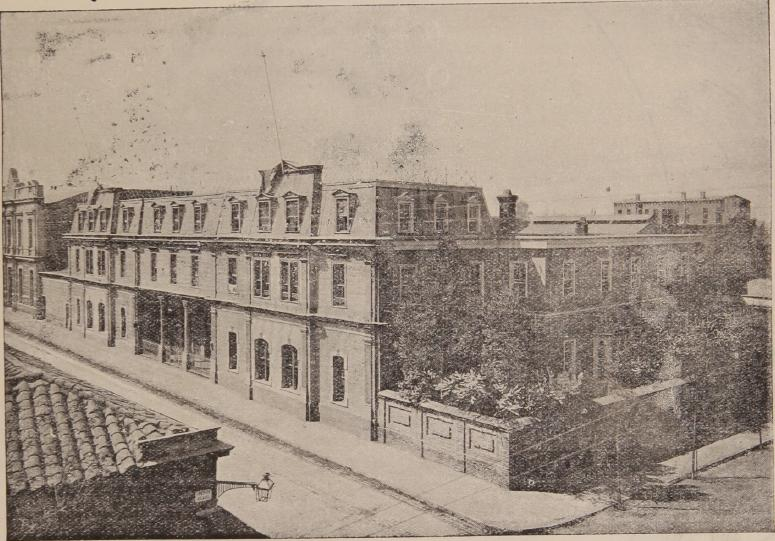
Colegio Santiago College Santiago Centro (Santiago, 1909)
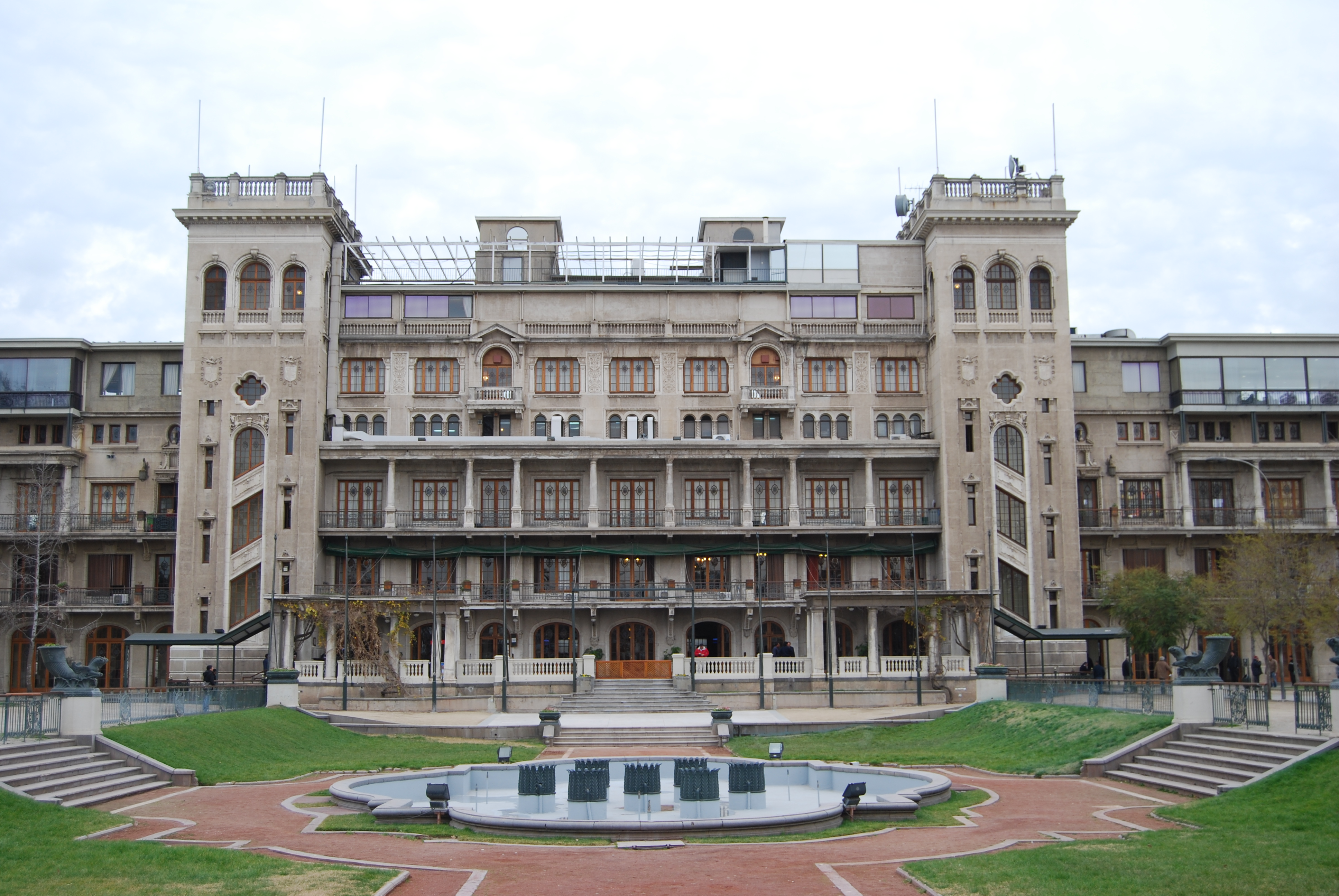
Club Hípico de Santiago (Santiago, 1921-1923)
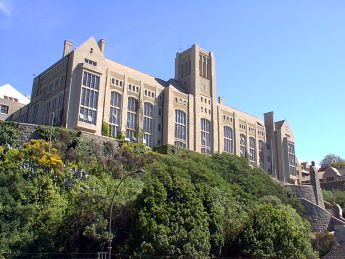
Universidad Técnica Federico Santa María (Valparaíso, 1931)
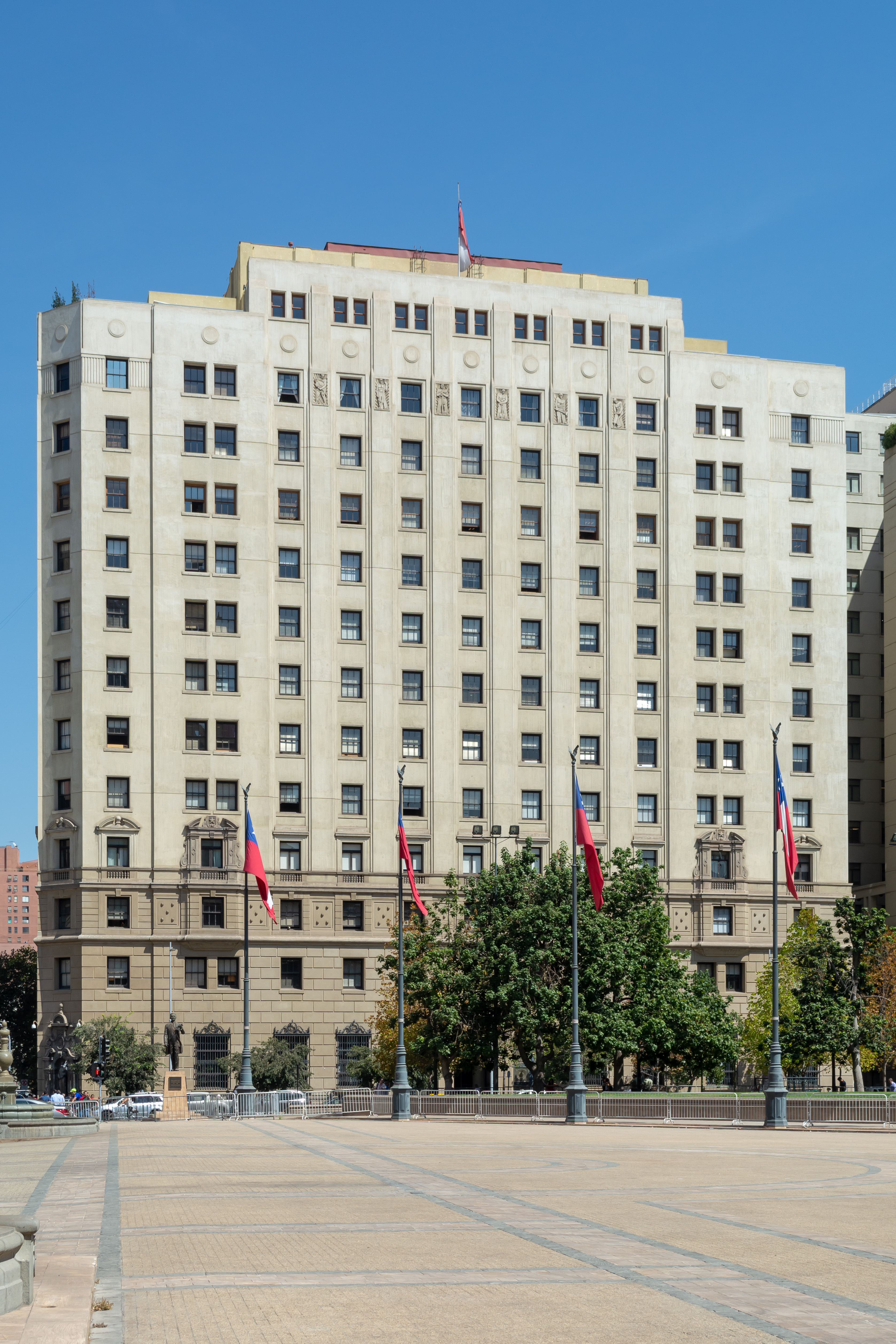
Ministerio de Hacienda (Santiago)
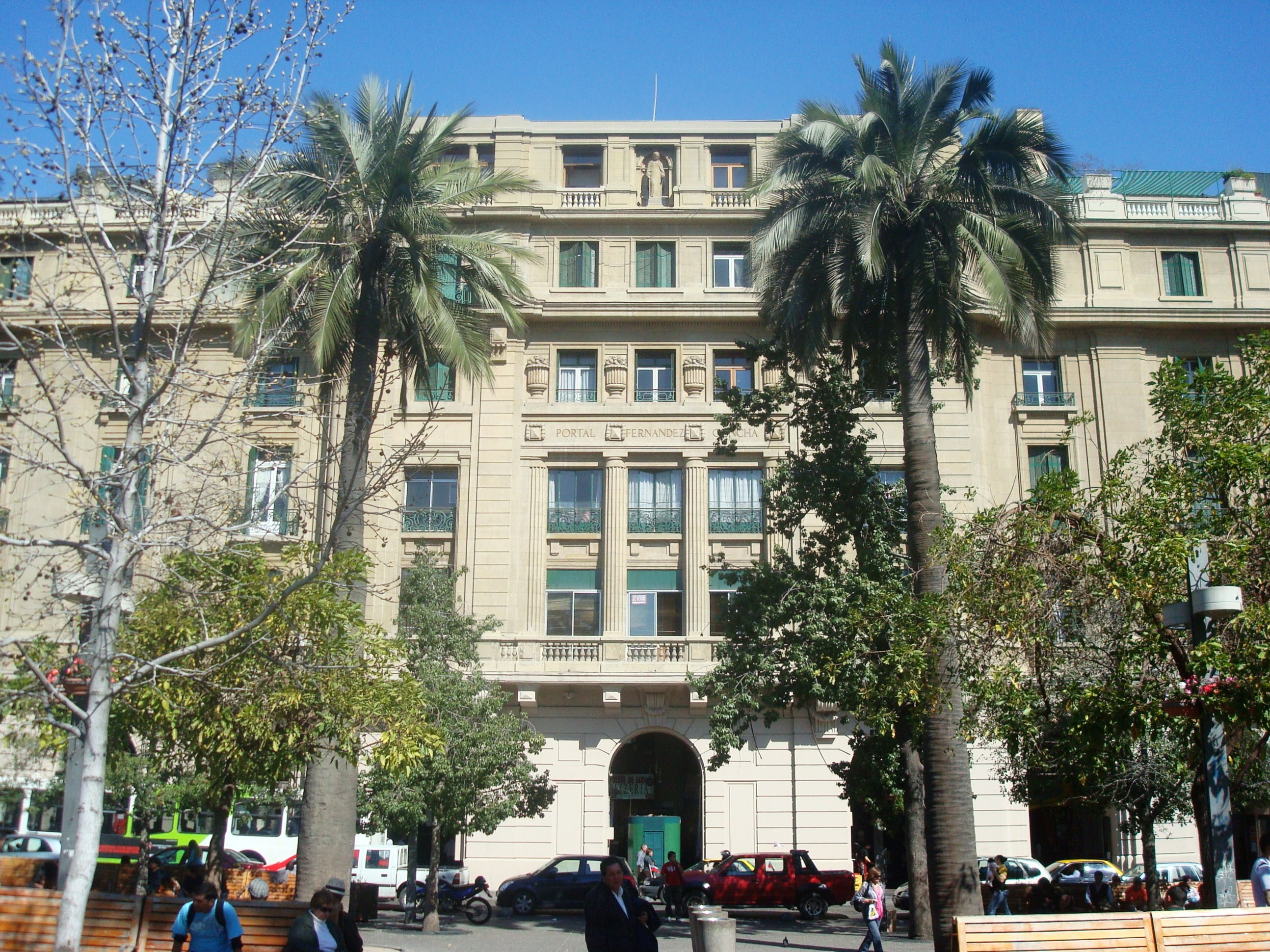
Portal Fernández Concha (Santiago, 1927-1933)
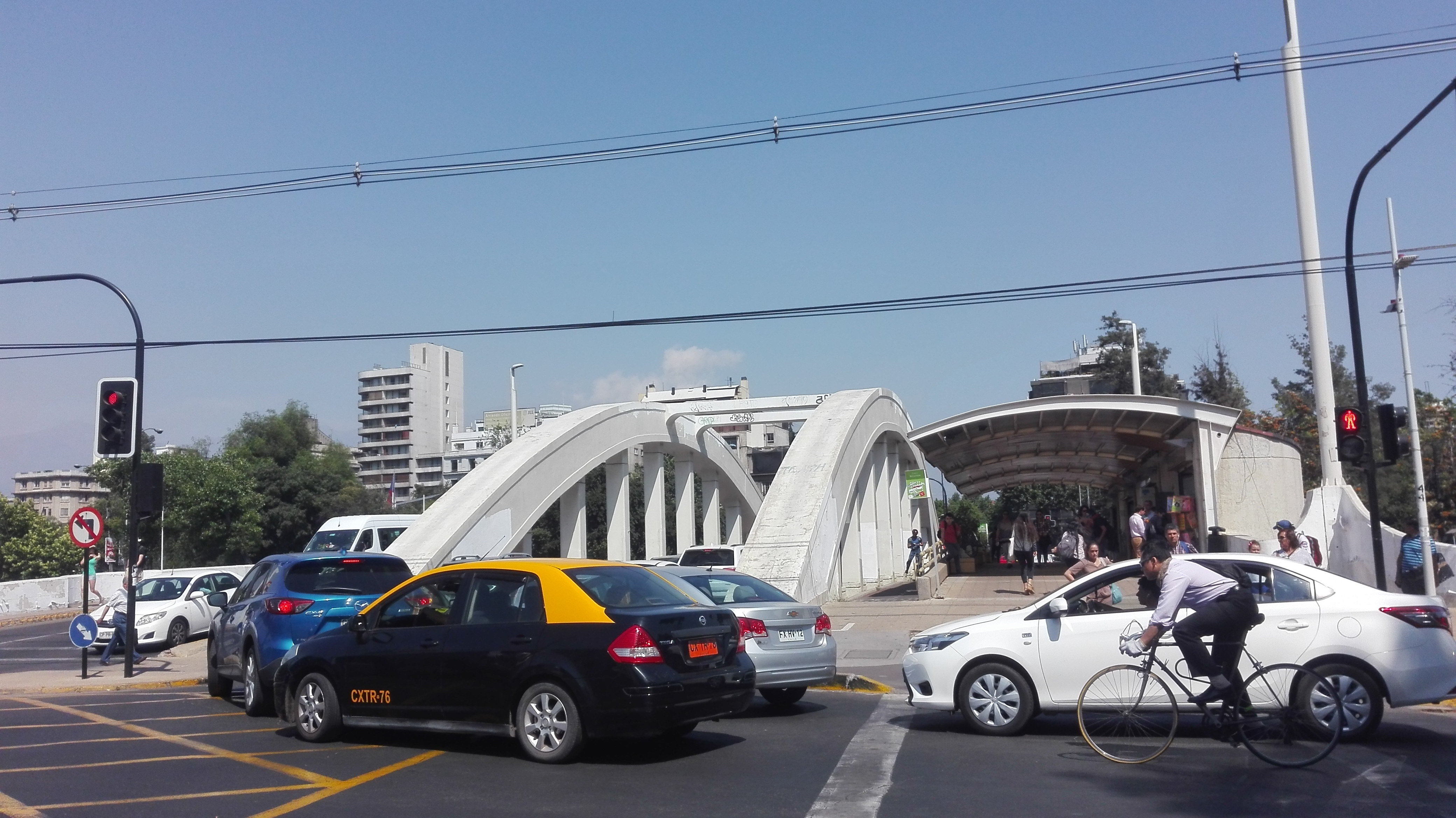
Puente del Arzobispo (Santiago, 1929)
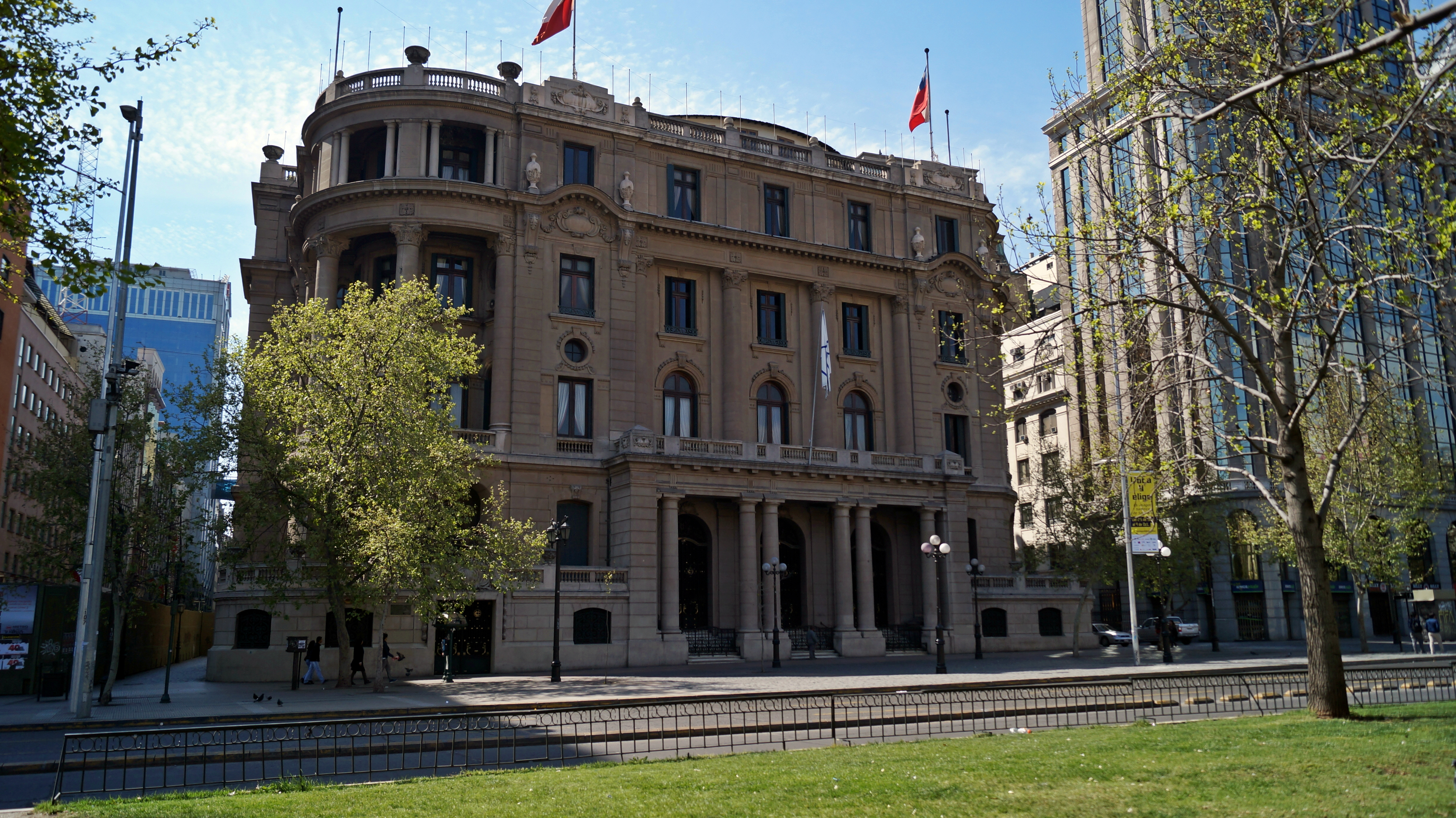
Club de la Unión (Santiago, 1917-1924)
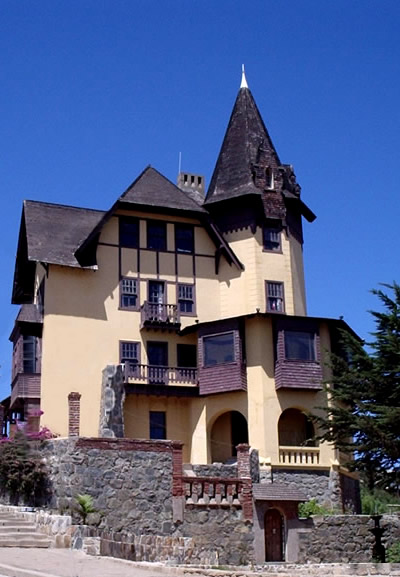
Chalet Recard (Papudo, 1912)
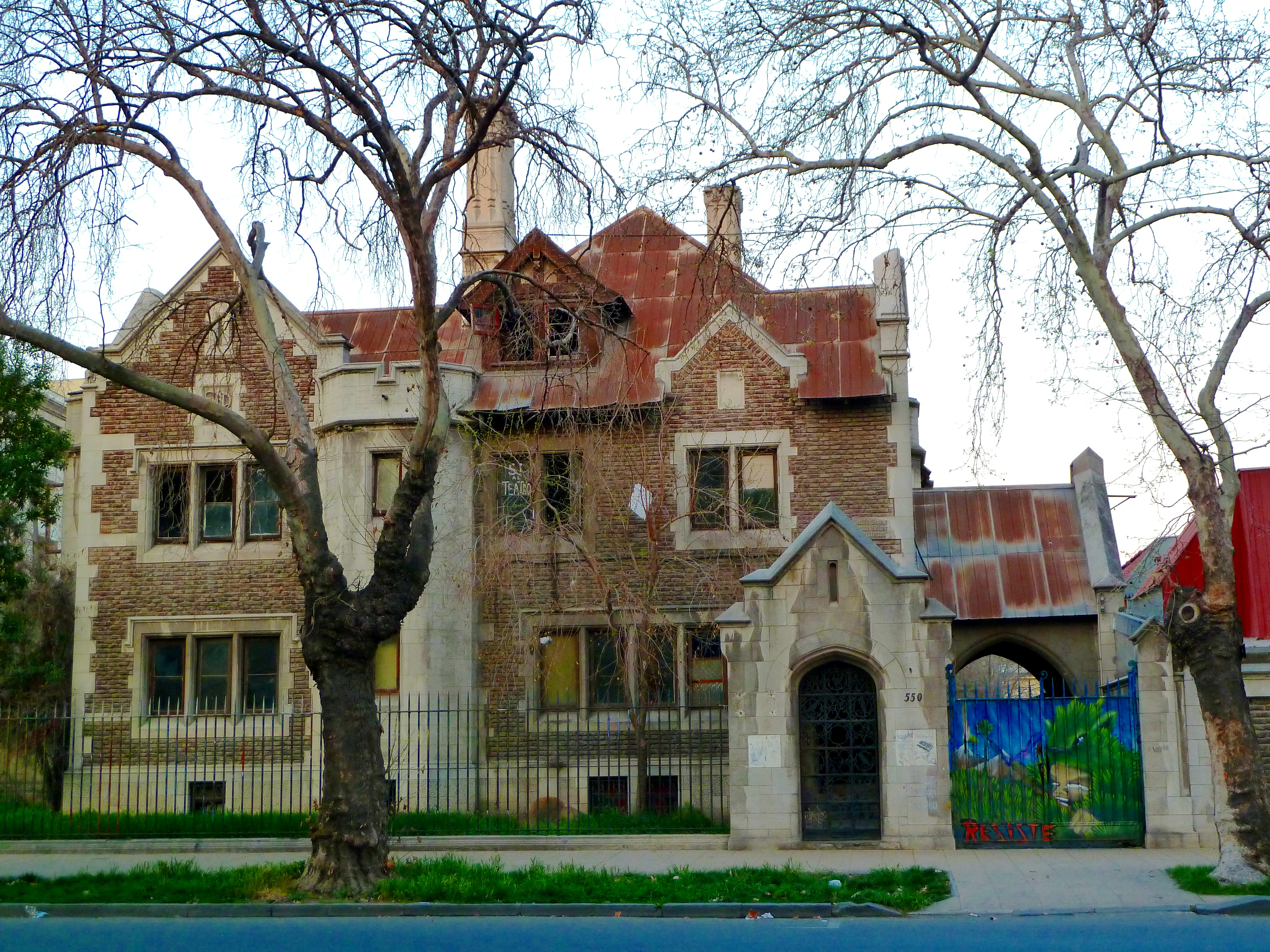
Residencia particular de Josué Smith Solar en el Barrio República (Santiago)